# Бухгалтерский учёт в СССР
Бухгалтерский учёт в СССР — система учётных правил и регламентов, существовавших с 1922 по 1991 год. В методических и учебных материалах бухгалтерский учёт определялся как «сплошное, непрерывное, взаимосвязанное отражение хозяйственной деятельности предприятий на основе документов».
Бухгалтерский учёт в СССР характеризовался рядом особенностей, обусловленных спецификой социалистического народного хозяйства и командно-плановой системой экономики. Правила, регламенты и стандарты советского бухгалтерского учёта прошли долгий путь: от предельной централизации, через попытку слияния бухучёта со статистикой, до попыток решения проблем бухгалтерского учёта через широкое внедрение средств автоматизации. Главный бухгалтер предприятия (организации) сочетал в себе не только учётные, но также и внутренние контрольные функции.
В Советском Союзе профессия бухгалтера была одной из самых массовых: в первой половине 1980-х годов число занятых в этой профессии составляло в районе трёх миллионов человек.

## Предыстория
После Октябрьской революции и до введения НЭП, бухгалтерский учёт в Советской России характеризовался значительными изменениями, выразившимся в идеях отхода от традиционных, дореволюционных методик ведения бухгалтерского учёта (бухучёт по старым, дореволюционным правилам вёлся приблизительно до лета 1918 года) и в попытках введения вместо стоимостного измерителя других обобщающих измерителей (преимущественно — материально-трудовых). При этом, А. В. Чаянов отмечал, что переход от стоимостного (денежного) измерителя к другим (материальным) делает невозможным применение дореволюционных методов учёта (в частности — двойной записи). Н. И. Бухарин также высказывался в пользу развития униграфического учёта (и отказа от двойной записи как избыточной при социализме). Введение НЭП позволило частично вернуться к старым методикам учёта, основанных на денежном измерителе (новый виток попыток вернуться к отказу от единого денежного измерителя будет сделан в 1930-х).

## Слияние бухгалтерского учёта со статистикой
В первой половине 1930-х годов предпринимались попытки слияния бухгалтерского учёта со статистикой: бухгалтерии предприятий сливались либо со статистическими, либо с планово-финансовыми отделами. На практике данные идеи оказались несостоятельными, и, в итоге, самостоятельность бухгалтерий была восстановлена. Отдельные попытки «реанимировать» идею слияния бухгалтерского учёта со статистикой будут предприняты в 1960-х годах в связи с взятым тогда курсом на автоматизацию и централизацию бухгалтерского учёта.

## Бухгалтерский учёт после 1961-го года: попытки централизации
С 1964 года, с выхода в ноябре постановления Совета Министров СССР «О мерах по устранению серьёзных недостатков в организации бухгалтерского учёта и усилению его роли в осуществлении контроля в народном хозяйстве» было взято направление на усиление централизации учёта. Это выразилось в создании централизованных бухгалтерий. Теоретически обосновано и проведено в жизнь это было при участии П. С. Безруких. Отраслевые централизованные бухгалтерии предполагали создание обособленного (от предприятий) бухгалтерского аппарата, который вёл бы учёт уставно самостоятельных предприятий этой отрасли. В дальнейшем, курс на широкое использование электронно-вычислительной техники был продолжен и в 1980-е годы.

## Специфика терминологии
Социалистический способ хозяйствования во многом обуславливал также и применяемую терминологию: в частности, вместо ранее (в дореволюционной России) использовавшегося термина «уставный капитал» стал применяться термин «уставный фонд» (под уставным фондом понимались закреплённые за предприятием основные и оборотные средства. В отличие от неизменного уставного капитала, величина уставного фонда не оставалась неизменной в ходе нормальной хозяйственной деятельности предприятия (организации), а могла увеличиваться (в результате капитальных вложений и ввода в действия новых мощностей), а также уменьшаться (в результате списания основных средств, начисления износа и уменьшения оценки основных фондов)). Вместо термина «валюта баланса» стало использоваться словосочетание «итог баланса». Сам термин «фонд» был введён Фабио Беста (1845—1923). Бухгалтерский баланс при этом понимался как способ отражения средств объединений, предприятий, хозяйственных организаций, бюджетных учреждений по их состоянию, размещению, использованию и источникам, составная часть бухгалтерской отчётности.

## Учётные феномены
Бухгалтерский учёт, применявшийся в СССР, был отмечен введением ряда специфических объектов, приёмов и методов, применявшихся исключительно в советском бухгалтерском учёте; при этом, некоторые из этих феноменов (таких, к примеру, как МБП и амортизационный фонд) были отменены после перехода к рыночной экономике, а некоторые (такие, к примеру, как основные средства) — продолжили применяться и в пост-советском бухгалтерском учёте. Отдельные учётные феномены (к примеру — лимит кассы) некоторое время продолжали применяться и в условиях рыночной экономики, но затем были отменены.

### Единый план счетов
Единый для всего народного хозяйства план бухгалтерских счетов появился не сразу: с начала 1930-х годов стали создаваться сначала планы счетов для отдельных наркоматов; 9 октября 1940 года появляется первый отраслевой план счетов (для промышленности), потом начинают разрабатываться и другие отраслевые планы счетов (которые были обязательны для предприятий отдельной отрасли); 4 ноября 1954 года был утверждён новый типовой план счетов промышленности. Затем, на базе отраслевых планов счетов, был создан единый «План счетов бухгалтерского учёта производственно-хозяйственной деятельности предприятий, строек и хозяйственных организаций союзного, республиканского и местного подчинения». В дальнейшем применение единого плана счетов в СССР продолжалось и в перестройку. Последний утверждённый в СССР план счетов был принят уже в самом конце существования Советского Союза (а начал действовать с 1992-го года: уже после прекращения существования Союза ССР). Вместе с тем, несмотря на детальнейшую регламентацию бухгалтерского учёта в советскую эпоху, вплоть до самого распада СССР не существовало отдельного закона о бухучёте — регулирование бухгалтерского учёта осуществлялось подзаконными актами и отдельный закон о бухучёте появится лишь в 1996 году.

### Основные средства
Термин «основные средства» появился в советском бухгалтерском учёте в 1930 году: он был введён Инструкцией по учёту и отчётности в металлопромышленности. Критерием отнесения объекта к основным средствам служило одновременное выполнение двух условий: срок службы не менее одного года и стоимость не ниже установленного лимита. Объекты либо со сроком службы ниже установленного, либо со сроком службы более одного года, но стоимостью ниже определённого лимита, относились к числу малоценных и быстроизнашивающихся предметов (МБП).

### Амортизационный фонд
Понятия «амортизация» и «износ» появились в советском бухгалтерском учёте с конца 1930-х годов: под амортизацией понималось накопление средств для возобновления и/или ремонта объекта основных средств, а под износом — изменение физических свойств объекта (позже было введено понятие и морального износа). В случае, если денежные суммы продолжали накапливаться после полной амортизации объекта (в случае одновременного продолжения использования), имела место т. н. «переамортизация». Этот порядок разделения в учёте понятий износа и амортизации просуществовал до начала 1990-х годов: в 1991-м году был введён новый план счетов (стал применяться с 1992-го года), где для начисления амортизации стал применяться счёт учёта износа, который счёт был вскоре переименован в счёт учёта амортизации.
Для целей учёта накопленной амортизации использовался т. н. «амортизационный фонд», определяемый как «денежные средства, предназначенные для возмещения стоимости износа средств труда»: амортизационный фонд создавался путём периодических амортизационных отчислений по установленным нормам амортизации и являлся источником воспроизведения средств труда.

### Малоценные и быстроизнашивающиеся предметы
Малоценные и быстроизнашивающиеся предметы (МБП) явились вполне оригинальной учётной концепцией, которая была разработана в советский период. Эта категория была выделена из основных средств на основании двух критериев: срока службы и стоимости. К МБП относились объекты, которые имели срок службы меньше одного года вне зависимости от стоимости, а также те объекты, срок службы которых превышал один год, но стоимость которых была ниже установленного лимита, который периодически повышался (при развале СССР лимит был 100 рублей). Были и специфичные долгоживущие дорогостоящие исключения — как МБП учитывались специальные инструменты, молодняк животных и животные на откорме, спецодежда, орудия лова, служебные собаки, временные нетитульные сооружения при строительстве (сторожки, навесы, бани для рабочих, туалеты).
Стоимость МБП не амортизировалась, а в полном объёме считалась производственными затратами с момента начала использования соответствующего предмета. Эта учётная категория просуществовала вплоть до 1 января 2001 года.

### Лимит кассы
С целью повышения скорости оборачиваемости денежных средств в СССР был внедрён так называемый «лимит кассы», устанавливаемый по согласованию с обслуживающим банком лимит денежных средств, который, не превышая, разрешалось хранить в кассе предприятия (организации) — излишек следовало инкассировать в отделение банка. Бухгалтерия предприятия была обязана следить за соблюдением кассовой дисциплины, а на банки было возложена обязанность контролировать соблюдение предприятиями (организациями) установленного лимита кассы. Самостоятельное установление лимита кассы было разрешено только в эпоху перестройки и исключительно для кооперативов.

### Отрицательный акцепт
В 1931 году в СССР появилась (в рамках проводимой кредитной реформы) акцептная форма расчётов — поставщик или подрядчик направлял в банк должника платёжное требование на оплату за поставленные товары, оказанные услуги, выполненные работы. Плательщик проверял требования и давал согласие (акцепт) на их оплату. Банк должен был получить согласие в явном виде (положительный акцепт), потому что при молчании должника считалось, что акцепт не получен и оплата не должна произойти.
Положительный акцепт не специфичен для СССР, он встречается в общем гражданском законодательстве, очень распространён в вексельном праве. Но с 1936 года в банковской системе СССР получил широкое распространение отрицательный акцепт, при котором выставленное контрагентом платёжное требование автоматически считалось акцептованным и оплачивалось, если должник в течение трёх дней после получения банком платёжного требования не заявил об отказе в акцепте. Это существенно упростило для кредиторов взыскание долгов и повысило скорость обращения денег в целом по стране. При этом положительный акцепт (при котором оплата происходила только после получения банком от должника письменного согласия) оставался, но применялся лишь когда плательщиками были сельские Советы народных депутатов, партийные или комсомольские организации. В конце 1986 года положительный акцепт был распространён также и на кооперативы, которые в начале периода горбачёвской перестройки стали первыми частными предприятиями.

## Бухгалтерский учёт в колхозах
Система бухгалтерского учёта в колхозах имела свои специфические особенности, обусловленные характером кооперативно-колхозной формы собственности; данная система несколько отличалась от учёта, который вёлся в предприятиях и организациях других отраслей советского народного хозяйства. Учитывая тот факт, что в колхозах могла применяться оплата труда по трудодням (то есть, путём распределения натуральных и денежных доходов по трудодням в конце года), до 1966 года в колхозах применялись два счётных плата бухгалтерского учёта (один предназначался для колхозов, перешедших на прямую денежную оплату труда колхозников, а второй был рассчитан на использование в тех колхозах, где продолжалось ежегодное распределение доходов). После 1966 года был произведён переход на единый план счетов бухгалтерского учёта. В соответствии с положением о главных (старших) бухгалтерах, утверждённым правительством СССР, главный (старший) бухгалтер являлся одновременно и государственным контролёром; данное положение распространялось также и на бухгалтерию колхоза. Главный (старший) бухгалтер назначался правлением колхоза либо из числа членов артели, либо из числа лиц, приглашённых по найму со стороны (с последующим утверждением общим собранием, либо собранием уполномоченных). Квартальная бухгалтерская отчётность рассматривалась правлением колхоза, а годовой бухгалтерский отчёт проверялся ревизионной комиссией колхоза, и затем утверждался общим собранием (одновременно с заслушиванием доклада об итогах работы за год). Ответственность за правильное и своевременное представление отчётности несли руководитель и главный (старший) бухгалтер колхоза — указом Президиума Верховного Совета СССР от 24 мая 1961 года была установлена уголовная ответственность за приписки в государственной отчётности, а также за представление умышленно искажённых данных.

## Бухгалтерский учёт в кооперативах
Бухгалтерский учёт в кооперативах, образованных в соответствии с законом СССР от 26 мая 1988 года «О кооперации в СССР» (вступил в силу с 1 июля 1988 года), мог в ряде случаев осуществляться в упрощённом порядке, с применением бухгалтерских регистров вместо журнально-ордерной формы учёта. Несмотря на то, что кооперативы по принципу организации были частными предприятиями, функционировали на основе самоокупаемости и самофинансирования, но их работа подчинялась парадигме плановой экономики: кооператив должен был иметь план (как минимум на год), смету доходов и расходов, а также ежеквартально составлять документы о фактическом достижении плановых показателей, которые должны были позволить использовать стандартные для государственных предприятий алгоритмы анализа финансово-хозяйственной деятельности и для заполнения декларации о доходах.

## Ответственность за нарушения
За нарушение правил ведения бухгалтерского учёта, искажение и приписки в отчётности предусматривалась ответственность вплоть до уголовной: в частности, статьёй 152¹ Уголовного кодекса РСФСР (введена Законом РСФСР от 25 июля 1962 года) за приписки в государственной отчётности и представление других умышленно искажённых отчётных данных была предусмотрена ответственность вплоть до лишения свободы на срок до трёх лет (под государственной отчётностью, за искажение которой данной статьёй предусматривалась ответственность, понимались такие данные, которые включались в формы статистической и бухгалтерской отчётности о выполнении планов экономического и социального развития, утверждённые ЦСУ СССР либо ЦСУ союзных республик, Министерством финансов СССР совместно с ЦСУ СССР либо министерствами финансов союзных республик совместно с ЦСУ союзных республик, и представляются предприятиями, учреждениями и организациями в соответствующие инстанции; действия лица, исказившего отчётность не связанную с выполнением планов экономического и социального развития, квалифицировались по статье 175 УК РСФСР «Должностной подлог» и предусматривало ответственность вплоть до лишения свободы на срок до двух лет).

## Профессиональные бухгалтерские объединения и печатные издания
В Советском Союзе существовали следующие профессиональные объединения бухгалтеров:
- ОУХД — отдел учёта хозяйственной деятельности (руководитель — А. И. Новиков), создано 4 марта 1923 года;
- ОРУ — объединение работников учёта, создано 3 мая 1924 года;
- ВОССУ — Всесоюзное общество содействия социалистическому учёту.

Выпускались следующие профессиональные издания:
- журнал «Счетоводство» (редактор — Н. А. Кипарисов);
- журнал «Вестник счетоводства»;
- журнал «Вестник ИГБЭ (Института государственных бухгалтеров-экспертов)»;
- журнал «Счётная мысль»;
- журнал «Спутник конторщика и счетовода» (позднее — «Спутник счетовода»);
- журнал «Бухгалтерский учёт» (с 1937 года).